# مسالینا (فیلم ۱۹۵۱)
مسالینا (انگلیسی: Messalina) یک فیلم درام زندگی‌نامه‌ای ایتالیایی به کارگردانی کارمینه گالونه است که در سال ۱۹۵۱به نمایش درآمد.

## چکیده داستان
مسالینا که تشنه قدرت و لذت است، عاشقان خود را به همان سرعتی که دشمنانش مانند والریوس درست کردار را از بین می‌برد، عوض می‌کند.
او حتی موفق می‌شود امپراتور کلودیوس پریشان از یک پیشگویی دروغین، که می‌گوید برای در امان بودنش، امپراتور باید رضایت دهد تا مسالینا به ازدواج مجدد معشوق خود گایوس سیلوس درآید، را متقاعد کند؛ اما نقشه مسالینا که می‌خواهد تاج و تخت امپراطوری را به دست بگیرد، خوب پیش نمی‌رود و شرش گریبانگیر خودش می‌شود.

## بازیگران
- ماریا فلیکس در نقش «مسالینا»
- ژرژ مارشال
- ممو بناسی در نقش «کلودیوس»
- دلیا اسکالا
- ارنو کریسا
- کارلو نینچی
- کامیلو پیلوتو
- ژان تیسیه
- اوه نینچی
- لامبرتو پیکاسو
- چزاره باربتی
- آکیله مایرونی
- گرتا گوندا
- جووانا گالتی
- سرجو برگونتسلی
- کارلو دوسه
- پینو لوکی
- اوگو ساسو
- پیترو توردی
- آمدئو تریلی
- لوئیجی آلمیرانته
- جوزپه وارنی
- والتر براندی